# 오타게

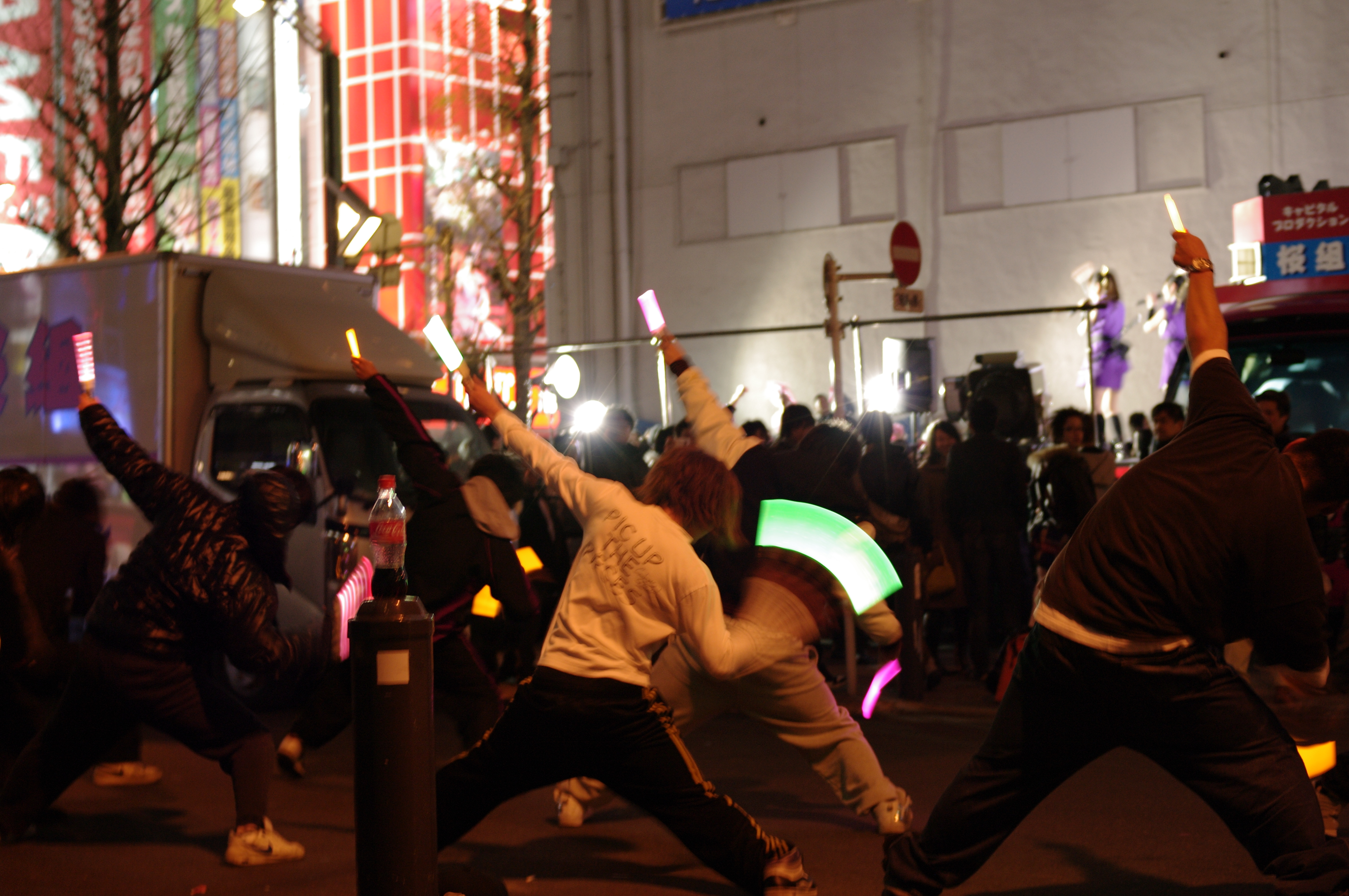

오타게(オタ芸)란, 콘서트 등에서 팬이 펼치는, 독특한 행동을 넣은 춤이나 응원법이다. 문자 그대로 아이돌 오타쿠(열성팬)이 콘서트, 라이브에서 아이돌을 위해서 바치는 응원의 예능(퍼포먼스)이다. 일본에서는 ヲタ芸라고도쓰인다. 어원에 대해서 신조어 검색에서는 ‘아이돌 열성팬의 예능(芸 게[*])’의 줄임말이라고 하고 있다. 주로, 아이돌이나 성우 등의 이벤트에서 행해지고 있는 응원방법이다.
오타게를 하는 것을 치다(打つ) 등이라고 불린다.

## 오타게의 종류
오타게에는 아래와 같은 것이 있다.
타이가(タイガー)
직립부동에서 움직이지 않고, 뜨거운 시선을 보매는 행위. 심플하지만, 정과 동의 관계로부터 두드러진다.
마와리(マワリ)
머리 위로 박수를 치면서 그 곳에서 오른쪽이나 왼쪽으로 회전 점프를 한다。
로만스(ロマンス)
대각선 위를 가리킨 상태에서 팔을 당긴다.
PPPH
“빠, 빠빵”(パン、パパン)하고 박수하고 “휴”(ヒュー)하고 부른다.
케챠(ケチャ)
인도네시아의 케챠처럼 자세를 취하고, 팔을 자신의 앞에서 무대 위의 아이돌 쪽으로 치켜든다.
선더스네이크(サンダースネイク)
천둥과 뱀을 이미지하는 기술이며, 난이도가 높다. 직선적인 행동과 원이 조함되어있기 때문에 어렵게 보이지만, 하나하나의 행동은 단순하며, 익숙해지면 집단에서 싱크로한 매스 게임적인 행위가 행해지기 쉽게 좀 더 박력이 있기에, 오타게의 대표적인 행위로 칭해지기도 한다.
메리 고 라운드(メリーゴーランド)
메리 고라고 칭해진다. 다른 한명이서 하는 기술과는 달리 복수의 인수로 행한다. 왼손을 들고, 반시계 방향으로 돈다. 보통, 3 ~ 20명 정도로 행해지지만, 대규모인 것으로는 50 ~ 100명 단위로 행해지는 경우도 있다.

## 역사
‘오타게’라는 단어가 등장하는 먼 옛날의 1970 ~ 1980년대부터, 아이돌의 친위대가 곡에 맞춰서 일제히 소리를 지르는 스타일은 보여졌다.
2000년대에 들어가서 앞에서 말한 응원 스타일에 춤이 더해지는 등으로 다양화하고, 헬로! 프로젝트계 콘서트에서 ‘오타게’라는 단어로 인지되게 된다. J 리그 가와사키 프론탈레의 선수가 2007년의 팬감사 데이에서 ‘은타게’(ンタ芸)라고 이름을 붙인 퍼포먼스로 행하는 등, 일반적으로도 널리 알려져있으며, 2010년대에는 오타게를 행하는 것을 주체로 한 이벤트 · 라이브가 개최되고 있다.

## 평가
오타게에 대해서는 콘서트 등에서 오타게를 하는 것이 이벤트 방문의 주 목적이 되고 있다, 자신들의 세계에 들어가버리는 독선적이고 주변에 신경 쓰이지 않는 자가 있다,, “오타게라는 이름이 붙어있는 것만으로 ‘민폐행위’이다”, 라는 비판도 있으며, 오타게가 응원행위인지 그렇지 않으지로 의견이 나뉘고 있다. 일부에서는, 오타게나 과격한 응원행위를 금지하는 케이스도 나오고 있다.

## 같이 보기
- 크라우드 서핑
- 스테이지 다이빙